# Flowella
Flowella és una concentració de població designada pel cens dels Estats Units a l'estat de Texas. Segons el cens del 2000 tenia 134 habitants.

## Demografia
Segons el cens del 2000, Flowella tenia 134 habitants, 46 habitatges, i 35 famílies. La densitat de població era de 50,2 habitants per km².
Dels 46 habitatges en un 34,8% hi vivien nens de menys de 18 anys, en un 47,8% hi vivien parelles casades, en un 15,2% dones solteres, i en un 23,9% no eren unitats familiars. En el 23,9% dels habitatges hi vivien persones soles el 10,9% de les quals corresponia a persones de 65 anys o més que vivien soles. El nombre mitjà de persones vivint en cada habitatge era de 2,91 i el nombre mitjà de persones que vivien en cada família era de 3,31.
Per edats la població es repartia de la següent manera: un 25,4% tenia menys de 18 anys, un 7,5% entre 18 i 24, un 28,4% entre 25 i 44, un 20,9% de 45 a 60 i un 17,9% 65 anys o més.
L'edat mediana era de 38 anys. Per cada 100 dones de 18 o més anys hi havia 117,4 homes.
La renda mediana per habitatge era d'11.250 $ i la renda mediana per família de 12.404 $. Els homes tenien una renda mediana de 13.750 $ mentre que les dones 9.844 $. La renda per capita de la població era de 5.560 $. Aproximadament el 50,9% de les famílies i el 37,9% de la població estaven per davall del llindar de pobresa.

## Poblacions més properes
El següent diagrama mostra les poblacions més properes.